# Battaglione di disciplina
Il battaglione di disciplina è un'unità militare penale di fanteria, di solito della grandezza di un battaglione, formata, di solito in tempo di guerra, da militari condannati dalla giustizia militare o puniti da superiori per vari motivi.

## Storia
Questi battaglioni sono stati usati estensivamente da molti eserciti europei fino al XIX secolo e talvolta nella prima metà del XX secolo soprattutto britannico, polacco, tedesco, austro-ungarico, russo e francese.

## Descrizione ed impiego
Si tratta di reparti d'assalto, utilizzati nella prima linea di combattimento.
Esso comprende di solito soldati di diverse armi inquadrati in tali unità, compresi ufficiali degradati, soldati della riserva, polizia militare, e reclute.
Tali unità stazionavano di solito in caserma, dopo che il reggimento di appartenenza rientrava dal fronte, e si spostavano in combattimento a marce forzate.

## Nel mondo

### Gran Bretagna
- Royal African Corps (1800–1821), e unità derivate.

### Francia
- Régiment pénal de l'Ile de Ré, formati nel 1812
- BILA, Battaglioni di fanteria leggera d'Africa, formati nel 1832, fino al 1948.

### Germania
- Infanterie Bataillon 500 (Wehrmacht)
- 999. leichte Afrika-Division
- Brigata Dirlewanger Waffen SS
- Strafbataillon (Wehrmacht)

### URSS
- Shtrafbat (NKVD)

### Italia
- Cacciatori franchi - i reparti di punizione nacquero nell'Armata Sarda nel 1741. Nel 1815 furono trasformati in battaglione "Cacciatori Franchi". Nel 1849 assunse la denominazione di "Corpo dei cacciatori franchi" (o "Corpo Franco") ordinato su tre battaglioni. Mantenne tale ultima denominazione nel Regio Esercito, fino al 1878, quando furono istituite le "compagnie di disciplina".[1]
- ”Battaglione di rigore” del Genio Lavoratori della Repubblica Sociale Italiana.

## Nell'arte
- Il film di guerra del 1967 Quella sporca dozzina, di Robert Aldrich, racconta di una impresa di una unità militare penale USA.
- "Shtrafbat", film del 2004 del regista russo Nikolai Dostal
- Lo scrittore Sven Hassel ha scritto diversi romanzi sulla sua esperienza in un battaglione di disciplina di carristi della Wehrmacht durante la seconda guerra mondiale.
- Nelle strisce a fumetti "Sturmtruppen", di Bonvi appaiono come personaggi ricorrenti due soldati appartenenti al "27º Battaglione Corazzato (di disciplinen)". Vengono presentati come uomini dalla scorza rude, che non temono i pericoli della prima linea e non si sottomettono alla volontà dei superiori in grado (sono spesso protagonisti di episodi in cui salvano i loro commilitoni dalle angherie del Sergente). Il nome è un diretto omaggio alle opere di Hassel in cui i protagonisti sono proprio appartenenti al 27º reggimento corazzato di disciplina.